# Trompetneushoornvogel
De trompetneushoornvogel (Bycanistes bucinator syn. Ceratogymna bucinator) behoren tot de familie van neushoornvogels (Bucerotidae) uit Oost- en Centraal-Afrika.

## Beschrijving
Een volwassen trompetneushoornvogel meet gemiddeld 61 tot 66 cm en is daarmee een van de grotere zwart-witte neushoornvogels in Afrika. Opvallend is de witte borst en de grote vuilwitte snavel. Vooral het mannetje heeft een opvallend grote "hoorn" op de bovensnavel.

## Leefwijze
De dieren voeden zich in hoofdzaak met allerhande vruchten, maar ook met insecten en dergelijke, die ze in de bomen aantreffen.

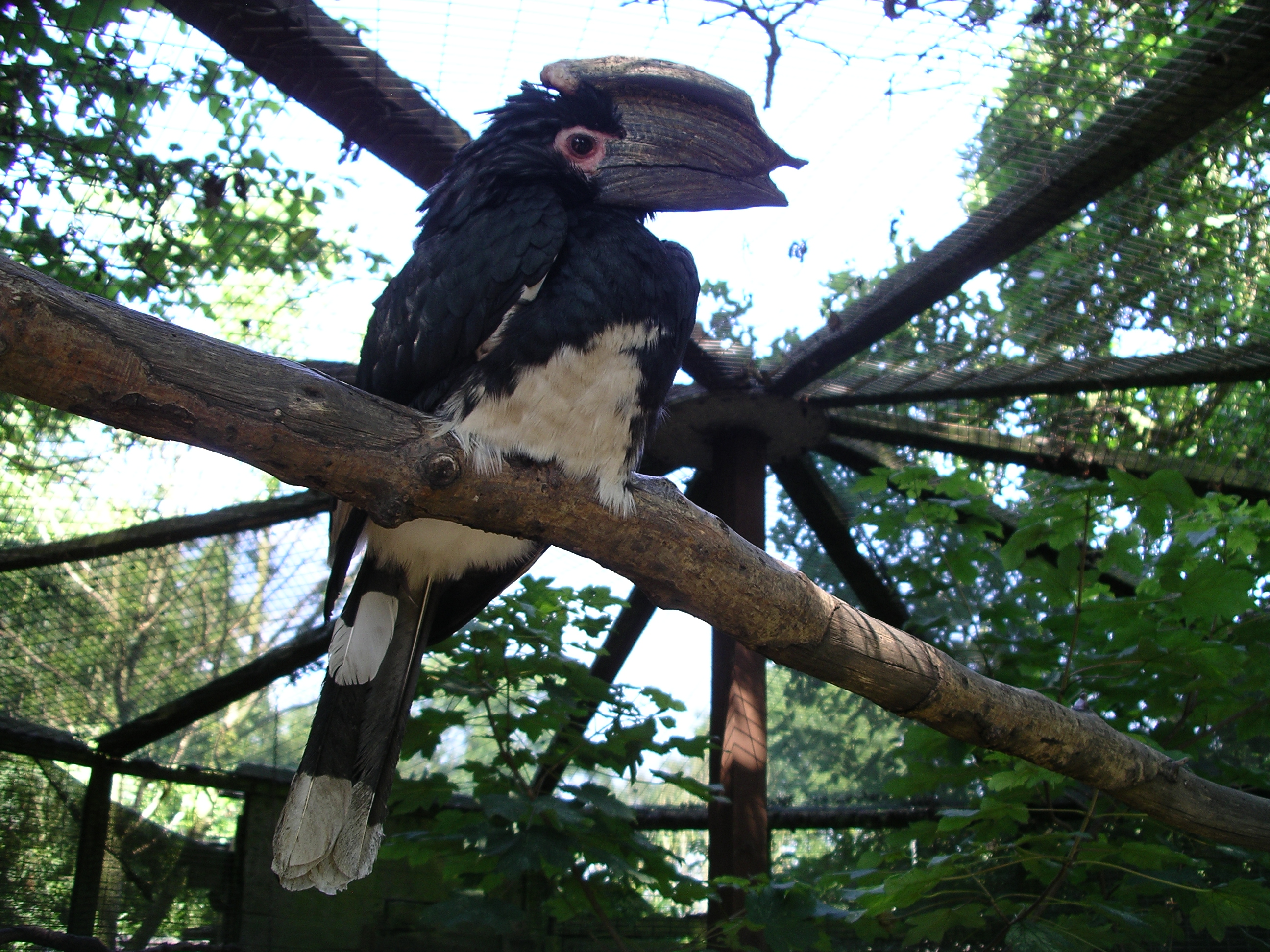
Trompetneushoornvogel in Tropical Birdland, Leicestershire, England.

## Verspreiding en leefgebied
Ze leven in kleine groepjes in de dichtbeboste gebieden van Angola, Botswana, Boeroendi, Kongogebied, Kenia, Malawi, Mozambique, Namibië, Zuid-Afrika, Tanzania, Zambia en Zimbabwe.

## Status
De grootte van de populatie is niet gekwantificeerd, maar er is geen aanleiding te veronderstellen dat de soort bedreigd wordt in zijn voortbestaan, daarom staat de trompetneushoornvogel als "niet bedreigd" op de Rode Lijst van de IUCN.